# مورتن نيلسن (شاعر)
مورتن نيلسن (بالدنماركية: Morten Nielsen)‏(ولد في آلبورغ يوم 3 يناير 1922 وتوفي في كوبنهاغن يوم 29 أغسطس 1944، هو شاعر دانمركي مشهور في بلده.

## روابط خارجية
- مورتن نيلسن على موقع الموسوعة البريطانية (الإنجليزية)